# Jule Specht
Jule Specht (* 1986 in Berlin) ist eine deutsche Psychologin und Professorin der Berliner Humboldt-Universität. Ihre Forschungsschwerpunkte sind Persönlichkeitsentwicklung, Wohlbefinden, Persönlichkeit und soziale Beziehungen, Längsschnittanalysen.

## Leben
Specht studierte an der Universität Münster. Von 2006 bis 2010 war sie Studentische Hilfskraft in den Arbeitsgruppen von Heinz Holling (Statistik und Methoden), Markus Lappe (Allgemeine Psychologie), Stefan Schmukle (Psychologische Diagnostik) und Andrea Fischbach (Sozial-, Arbeits- und Organisationspsychologie). Nach ihrem Diplom 2010 erhielt sie eine Stelle als Wissenschaftliche Mitarbeiterin bei Schmukle und wechselte 2011 mit ihm an die Universität Leipzig, wo sie summa cum laude promovierte. 2012 folgte sie dem Ruf auf eine Juniorprofessur für Psychologische Diagnostik und Differentielle Psychologie an der FU Berlin. Zwischen Oktober 2016 und Februar 2017 hatte sie eine W2-Professur an der Universität Lübeck, seit März 2017 besetzt Specht den Lehrstuhl für Persönlichkeitspsychologie an der Humboldt-Universität zu Berlin.

## Veröffentlichungen (Auswahl)
- mit Boris Egloff, Stefan C. Schmukle: Stability and change of personality across the life course: The impact of age and major life events on mean-level and rank-order stability of the Big Five. In: Journal of Personality and Social Psychology, 101. 2011, S. 862–882.
- mit Boris Egloff, Stefan C. Schmukle: The benefits of believing in chance or fate: External locus of control as a protective factor for coping with the death of a spouse. In: Social Psychological and Personality Science, 2. 2011, S. 132–137.
- Charakterfrage. Wer wir sind und wie wir uns verändern, Rowohlt Polaris, Reinbek bei Hamburg 2018, ISBN 978-3-499-63128-3.
- Suche kochenden Betthasen: Was wir aus wissenschaftlichen Studien für die Liebe lernen können, Rowohlt Taschenbuch Verlag 2014, ISBN 978-3499610868.